# コーダ (聴者)
コーダ（CODA, Children of Deaf Adults）とは、きこえない・きこえにくい親をもつ聞こえる子どものことを指す。
両親ともに、もしくはどちらか一方の親だけがろう者・難聴者でも、聞こえる子どもはコーダとされる。
1980年代にアメリカで生まれた言葉である。1994年、D-PRO主催 THE DEAF DAY'94でのレスリー・グリア（米国/ろう者）の講演にて、日本で初めて「CODA」という名称と概要が紹介された。その後、成人したコーダが初めて集まり、「J-CODA（ジェイコーダ、Japan Children of Deaf Adults）」が結成された。2015年に組織化して会員登録を開始した。
また、きこえない・きこえにくい兄弟を持つ場合は ソーダ（SODA、Sibling of a Deaf Adult）、配偶者がろう者の場合は（SpODA、Spouse of Deaf Adult、スポーダ）という。

## 解説
コーダの中でも、ろうの親を持つコーダにおいては、生まれた時から親を通してろう文化との関わりを持つ。
また、視覚言語である手話を家庭内で身に付けることがある。このため、コーダが手話と音声言語のバイリンガルとなることがある。
ろう文化や手話に誇りを持ち、手話通訳者となるコーダも少なくない。
一方で、コーダの中には一切手話を使わない者もいる。
『NHK手話ニュース』キャスターであり手話通訳士の田中清と丸山浩路はコーダであるが、丸山は長い間自身がコーダであることを公表していなかった。こうしたことからも、コーダの置かれた複雑な状況を推察することができる。
一方、彼らより若い世代のコーダである手話バンド「こころおと」の武井誠は、自身がコーダであることを積極的にアピールし、ろう文化の紹介やろう文化と聴者の文化の融合に取り組んでいる。
自身もコーダであるポール・プレストンは、著書『聞こえない親をもつ聞こえる子どもたち――ろう文化と聴文化の間に生きる人々』（現代書館、2003年）の中でコーダについて述べている。
自身もコーダである中津真美（東京大学バリアフリー支援室特任助教）が、13歳以上のコーダ104人を対象として実施した調査では、幼い頃から親の通訳をしてきたことで、72%が「小さい頃から親を守る気持ちがあった」、61%が「周囲に親をばかにするようなことはさせないと思ってきた」と回答するなど、コーダと親との間に特有の親子関係があることがわかった。また関連する研究では、コーダが成長とともに親に対して複雑な感情を持ちやすいこともわかった。中津は自身の体験も含めて「コーダは親の病院の診察や重要な契約で、高度な通訳を担って疲弊することもある。周囲の大人は、子供の年齢にそぐわぬ過度の負担がないか気を配ってほしい」と訴えた。

## 調査
CODAは幼児期から親の通訳や複雑で感情的な代理交渉を行うことから、同年代の子どもたちに比べて心理的負担が大きい傾向が見られる。
104例（複数回答）において、親との会話では、手話92例 (88.5%)、口話が74例 (71.2%)、その他身振りや筆談なども併用して会話を行う。しかし、それらを用いても十分な会話が成立する例は半数であり、親との会話の障壁が確認された。
また、親への差別や偏見に出くわすことも多い。
一方で、コーダゆえの自身の環境をポジティブに捉える例もみられている。